# 登瀛書院 (台北市)
座標: 北緯25度02分25秒 東経121度30分37秒 / 北緯25.040351度 東経121.510203度
登瀛書院（とうえいしょいん、繁体字中国語: 登瀛書院）は、台湾台北市にあった書院。日本統治時代は淡水館（たんすいかん）と改称し、官員向けの社交場や上流階級の集会場として利用された。後に台湾文庫の書館となった。

## 沿革
登瀛書院は台北府知府の陳星聚の発案により官民の出資を募り、後任知府の雷其達が1880年に創建した。当初書院は台北城府後街に設置され、後に西門付近（現在の台北市長沙街一段上）に移転。移設後、当地の街名は登瀛書院にちなんで「書院街」と呼ばれた。登瀛書院は清代における最大級の学堂であった。
日本統治時代になると、台湾総督の樺山資紀により、書院の建物は「淡水館」と改名された。まず官員向けの社交場として利用され、1896年以降は上流階級の集会場として使用された。その後私立台湾文庫が入り、1901年1月27日に開館した。1906年、台北市では市区改正による工事が進み、同8月16日に閉館、建物は撤去された。なお文庫の蔵書は東洋協会台湾支部に移管された。蔵書は台北天后宮や大稲埕六館街にある林本源の屋舎を経て、最終的に台湾総督府図書館の蔵書の基礎となった。